# Han de Kluijver
Han de Kluijver (oktober 1950) is een Nederlands architect.

## Biografie
Han de Kluijver studeerde interieurarchitectuur aan de academie voor beeldende kunsten te Rotterdam. Daarna behaalde hij zijn diploma's architectuur en stedenbouw en planologie aan de academie voor bouwkunst te Rotterdam. Hij werkt sinds 1985 als zelfstandig architect en was tot 2003 eigenaar van een architectenbureau. Daarnaast is hij werkzaam als beeldend (glas)kunstenaar.

## Werk

### Architectuur
Han de Kluijver ontwierp verschillende kantoren, woningen en stedenbouwkundige plannen, waaronder:
- Kerkgebouw 'De Levende Steen', is een van de grootste kerken van Nederland[1] en is genomineerd voor BNA prijs.[2]
- Ondergrondse galerie te Wassenaar, genomineerd voor Schreuderprijs 2009.[3]
- Ondergrondse supermarkt te Brielle in 2004.[4] genomineerd voor COB prijs ondergronds bouwen 2005, genomineerd voor de ruimtelijke kwaliteitsprijs Zuid Holland 2004.

### Glaskunst
Daarnaast is Han de Kluijver actief als glaskunstenaar en zijn werken zijn te zien in verschillende galeries. en Museum Jan van der Togt. Hij ontwierp de daylightaward 2008 (tweejaarlijkse prijs stichting living daylights). de bouwtechniek award en glaskunstbeursobject 2014.

### Boeken
- Baken aan de horizon i.s.m Jan Horstink; oktober 1999 ISBN 90-76-340-05-6
- Nederland-Japan-Hout i.s.m Andries Lugten, Jouke Post en Kees de Vries; april 2003 ISBN 90-5645-006-9
- Brekend Licht i.s.m. Peter Bremers en Jan Horstink; mei 2003 ISBN 90-805511-2-0
- Het Verval-De Tijd- Het Behoud; mei 2004 ISBN 90-805511-3-9
- Glass-tecture; juni 2005 ISBN 90-809889-1X
- Beeldend Spijkenisse i.s.m Jan Horstink; januari 2006 ISBN 978-90-803743-4-8
- Bouwend Spijkenisse i.s.m Jan Horstink; augustus 2007 ISBN 978-90-803743-5-5
- De reünie van de raven in de ruïne; april 2008 ISBN 978-90-809889-2-7[11]
- Ogenblikken (een persoonlijke kijk op (interieur) architectuur); november 2008 ISBN 978-90-809889-3-4
- Alles heeft zijn tijd; november 2009 ISBN 978-90-809889-4-1
- De verborgen passie van de kunstverzamelaar, mei 2010 ISBN 978-90-809889-5-8
- (Ver) bouwend Spijkenisse i.s.m Jan Horstink, juni 2010 ISBN 978-90-809889-6-5
- Fusion/versmelting juli 2010 ISBN 978-90-809889-7-2